# Scott Masters
Scott Masters (auch: Robert Walters oder Warren Stephens, bürgerlicher Name Bill Sheffler, geboren  um 1934; gestorben Dezember 2020) war ein US-amerikanischer Fotograf, Regisseur, Filmproduzent und Unternehmer.

## Leben
Masters wuchs in Illinois auf, wo er das College besuchte. 1966 kam er aus Chicago nach San Francisco, Kalifornien. Viele der Buchläden, die er dort besuchte (darunter auch schwule Buchläden und Sexshops), verkauften zu dieser Zeit offen schwule Pornografie. Masters eröffnete daraufhin ein kleines Unternehmen, das für die örtlichen Buchhändler als Zwischenhändler schwule pornografische Magazine ankaufte. Er bot außerdem Fotokollektionen von Fotografen wie Bruce Bellas und Walter Kundzicz („Champion Studio“) sowie Nacktfilmaufnahmen der Athletic Model Guild an.
Ende 1967 tat er sich mit Reuben Sturman zusammen, um gemeinsam ein Magazin mit den Arbeiten von Walter Kundzicz zu veröffentlichen. Die erste Ausgabe mit dem Titel Champions All erschien 1968. Masters siedelte in dieser Zeit vollständig von Chicago nach San Francisco über und nahm dort eine Vollzeitbeschäftigung als Buchhalter einer Druckerei an. Er begann nun auch selbst nebenberuflich mit männlichen Models als Aktfotograf zu arbeiten, um zusätzliches Bildmaterial für seine Magazine zu schaffen. Obwohl der oberste Gerichtshof der USA bereits 1962 entschieden hatte, dass männliche Aktfotografien keine Obszönität darstellten, betrachtete der United States Postal Inspection Service die Darstellung eines angeschwollenen oder erigierten Penis, unter Berufung auf Gerichtsbeschlüsse zum Postrecht auf Bundesebene, weiterhin als obszön. Trotzdem fertigte Masters weiterhin sowohl erotische wie auch pornografische Fotografien an, die sowohl einzelne Models als auch Paare und Gruppenszenen zeigten.
Nachdem der oberste Gerichtshof 1967 die Maßgaben für Obszönität weiter gelockert hatte, und auch weitere Gerichtsbeschlüsse auf niedrigerer Ebene die Möglichkeiten der staatlichen Organe, selbst gleichgeschlechtlich pornografisches Material zu beschlagnahmen, weiter eingeschränkt hatten, begann Masters ab 1969 auch schwule Pornomagazine zu veröffentlichen. Das erste Magazin dieser art trug den Titel Hard?. Bereits zu Ende des gleichen Jahres brachte Masters bis zu sechs neue Magazine pro Monat heraus. Insgesamt veröffentlichte er mehr als 500 Magazine mit homoerotischen Fotografien und schwuler Pornografie.
1970 produzierte Masters seinen ersten Pornofilm mit dem Titel Drilled Deep. Es handelte sich dabei um eine 8-mm-Filmschleife von rund 60 Metern (200 ft) Länge, die vor allem für Peepshows gedacht war. Im Film wirkte der damalige schwule Pornostar Jim Cassidy mit. Um seine Pornofilme zu vertreiben, gründete Masters das Studio The Stephens Agency, gab jedoch bereits 1972 den Filmvertrieb als nicht profitabel wieder auf. Zusammen mit dem Beleuchter und Kameramann Jim Randall produzierte er jedoch weiterhin Pornofilmschleifen.
Masters entwickelte in dieser Zeit dem sogenannten „West Coast Look“ in der schwulen Pornografie, einer sehr stilisierten und geplanten Art, Pornofilme zu inszenieren. Ähnlich einem Bühnenstück gab eine sehr lineare Rahmenhandlung. Kurze Zwischenszenen stellen die Kontinuität innerhalb des Films her und etablieren Thema, Stimmung und den Ort der Handlung. Die Einstellung gehen von der Totale immer wieder zur Nahaufnahme über, die Szenen sind gut ausgeleuchtet, so dass es wenig Schatten gibt und Einzelheiten deutlich sichtbar sind. Die Models wurden aufwendig für die Aufnahmen frisiert und geschminkt.
Ebenfalls 1972 wurde Masters in Texas wegen Obszönität angeklagt. Er bekannte sich schuldig und wurde zu einem Jahr Haft, mit einer dreijährigen Auflage zur Bewährung ausgesetzt, und einer Geldstrafe verurteilt. Der Richter setzte die Geldstrafe ebenfalls aus, nachdem ihm Masters gesagt hatte, das er einem Kind das College bezahlt. Was er dem Richter verschwieg war, dass es sich bei dem jungen Collegestudenten um seinen Liebhaber handelte. Nach seiner Verurteilung reduzierte Masters die Produktionszahlen, blieb jedoch weiter in der Pornofilmindustrie tätig. Bis 1976 produzierte er mehr als 100 pornografische Filmschleifen.
1973 führte Masters bei seinem ersten schwulen Pornofilm in Spielfilmlänge Regie. Film mit dem Titel Greek Lightning wurde von Jaguar Productions produziert, die Hauptrolle übernahm Jimmy Hughes. Masters drehte oft ohne Erlaubnis an realen Orten und produzierte so einen der meistverkauften schwulen Pornofilme der 1970er Jahre:

We did some rather audacious things. We shot on top of a train in Train Town in Griffith Park without a permit, while one of us was given one of the guards money and another of us was talking to another guard, just so we could get the shots finished. We knew we couldn't be there long.  All we had to do was do our legerdemain for five or ten minutes and be out of there. And we certainly couldn't pay for it.

„Wir taten einige recht dreiste Dinge. Wir drehten ohne Genehmigung auf dem Dach eines Zuges in Train Town im Griffith Park, während einer von uns einem Wächter geld gab und ein anderer von uns einen anderen Wächter in ein Gespräch verwickelte, nur damit wir die Aufnahmen fertigstellen konnten. Uns war klar, dass wir uns dort nicht lange aufhalten konnten. Wir brauchten die Täuschung also nur fünf bis zehn Minuten aufrechtzuerhalten und dann zu verschwinden. Wir hätten dafür auf keinen Fall bezahlen können.“

Masters missfiel diese Art des Filmemachens zutiefst. Nachdem Jaguar Productions den Film später drastisch umschnitt, schwor er sich, nie wieder einen Pornofilm zu drehen.
Im gleichen Jahr gründete er das schwule Softcore Pornomagazin In Touch (heute In Touch for Men). Nach zwei Jahren gab Masters jedoch die Leitung des Magazins ab, blieb jedoch weiter dessen Eigentümer.

### Nova Studios
Masters gründete 1976 das Filmstudio Nova Studios, damals noch unter dem Synonym Robert Walters, mit dem er Pornofilme im Direktvertrieb und über den Erotik-Buchhandel vertrieb. Der erste von ihm für Nova produzierte Film trug den Titel Tubtricks. Masters verdoppelte die Länge der von Nova produzierten Filmschleifen auf 120 Meter (400 ft.), wodurch die Laufzeit der Filme nun fast 20 Minuten betrug. Nach dem Erfolg des Films setzte Masters die Reihe der langen Filmschleifen mit den ebenfalls sehr populären Titeln Kept After School, Beached, Tricking, Hot Lunch, Jocks, That Boy Next Door und Down on the Farm fort.
1980 begann Masters, viele der Filmschleifen aus seiner Zeit vor den Nova Studios sowie frühes Material von Nova auf Video zu veröffentlichen. Ohne sein Wissen hatte sein Liebhaber jedoch einen Großteil dieses Materials bereits an eine größere Zahl von anderen Kunden lizenziert. In der Folge verschlechterte sich die finanzielle Situation der Nova Studios erheblich, da dieses Material (oft in schlechter Qualität) den Markt überschwemmte.
Masters versucht die Nova Studios finanziell über Wasser zu halten, indem er anfing, Tonfilme herzustellen. 1981 drehte er mit It's the Life sein erster Pornofilm mit einer Tonspur. Die Dreharbeiten verliefen jedoch so schlecht, dass Masters schließlich einen großen Teil der Aufnahmen ohne Ton drehte. Erst 1983 veröffentlichte er den ersten Film mit einer Tonspur. In der Zwischenzeit hatten die Nova Studios deutlich Marktanteile eingebüßt. Masters fing 1981 auch an, einige der älteren Filmschleifen nachzuvertonen, indem er Musik, Erzähler und asynchrone Geräuscheffekte hinzufügte, um sie so erneut auf den Markt bringen und zusätzliche Einnahmen erzielen zu können.
1984 stellte Masters für den Schnitt Chet Thomas ein, der an einigen der späten Nova-Filme arbeitete. Doch bereits später in diesem Jahr veruntreute Masters Partner das gesamte Bankguthaben der Firma und verschwand zusammen mit den Original-Negativen von Boys Town, dem neuesten Films von Nova. In der Folge stellte Masters fest, dass die Steuern für das Unternehmen bereits seit mehreren Jahren nicht gezahlt worden waren. Angesichts hoher Steuernachforderungen und weiteren Schulden in Höhe von 60.000 US-Dollar, verkaufte er die Lizenzrechte für die Filme der Nova Studios an das Unternehmen L.A. Video. 1986 stellte Nova die Produktion von schwulen Pornofilmen endgültig ein.

### Arbeit für die Catalina Video
1987 wurde Masters als Produktionsleiter bei dem 1978 von William Higgins gegründeten Unternehmen Catalina Video angestellt. Catalina hatte bereits seit 1982 den Vertrieb der Filme der Nova Studios übernommen. Vor dem Hintergrund der schwierigen finanziellen Lage der Nova Studios hatten Higgins und Masters eine Vereinbarung geschlossen: Catalina erwarb die Rechte an dem noch nicht veröffentlichten Film Boys Town und Masters konnte die restlichen Filmrechte von Nova an eine andere Vertriebsfirma verkaufen. Außerdem stellte Catalina ihn als Produktionsleiter ein, wo er gelegentlich auch Drehbücher schreiben und Regie führen würde. Masters verkaufte praktisch die gesamten restlichen Lizenzrechte an L.A. Video., die jedoch wenige Jahre später insolvent waren, wodurch die Rechte an praktisch dem gesamten Material der Nova Studios nicht mehr genutzt werden konnten.
Bedingt durch die großen Veränderungen in seinem Leben, hörte er auf das Pseudonym Robert Walters zu verwenden und arbeitete von nun an unter dem Namen Scott Masters.
Der erste Film, den er für Catalina produzierte war The Bigger They Come (1987). Zum ersten Mal drehte Masters einen Pornofilm in einem Filmstudio statt einen realen Drehort zu verwenden. Sein nächster Film Down for the Count war das Debüt von Pornodarsteller Jon Vincent. Für Catalina stelle er auch wieder Chet Thomas für den Filmschnitt ein, mit dem er bereits bei Nova zusammengearbeitet hatte.
Während seiner Zeit bei Catalina freundete sich Masters mit dem Regisseur John Travis an, der seit den frühen 1970er Jahren für Brentwood Studios und Falcon Studios arbeitete. 1988 warb Masters ihn bei Falcon ab und Travis drehte unter seiner Leitung mit My Best Buddy noch im gleichen Jahr den ersten Film für Catalina. Travis hatte bei Falcon Probleme mit der Arbeitsmoral gehabt, doch die Zusammenarbeit zwischen ihm und Masters verlief angenehm und seine Produktivität nahm deutlich zu.
1989 stellte er Josh Eliot für zudem Catalina ein. Das Unternehmen war im Wachstum begriffen und wollte ein zweites Studio in San Francisco eröffnen. Obwohl Eliot ursprünglich eingestellt worden war, um den neuen Standort zu leiten, wurde er schnell zu einem der gefragtesten Regisseure bei Catalina. Darüber hinaus ist Masters auf zum Teil für die Karriere des schwulen Pornoregisseurs Chi Chi LaRue verantwortlich. LaRue war 1987 nach Kalifornien gekommen und hatte eine Stelle in der Verkaufsabteilung von Catalina angenommen. Von dort wurde er in die Werbeabteilung befördert und war auf der Such nach einer Möglichkeit als Regisseur zu arbeiten, was Masters ihm jedoch verweigerte. LaRue verließ 1989 Catalina und wechselte zu InHand Productions und Vivid Video. Nachdem Christian Mann die Nachfolge von Mike Merrick als Studiopräsident von Catalina angetreten hatte, holte er LaRue dorthin zurück, der dort als seinen ersten Film Billboard mit Joey Stefano drehte. LaRue gibt an, dass ihn Masters dazu gezwungen hat, zu lernen, wie man Regie führt und so den Grundstein für seine Karriere gelegt hat.
Der Wechsel im Management von Catalina führte dazu, dass Masters seine Arbeit dort deutlich reduzierte. Obwohl er immer noch die Produktion verwaltete, nahm er zunehmend weniger Einfluss auf die Casting-Entscheidungen. Als Merrick schließlich Catalina aufkaufte, beschloss Masters, das Studio zu verlassen.
1991 lernte er Matt Powers kennen, einen Einsteiger im Pornogeschäft, den er für den Film Lifeguard on Duty als Darsteller einsetzte. Die beiden führten eine Zeit lang eine Beziehung miteinander. Im gleichen Jahr entdeckte Masters eine Reihe weiterer Pornodarsteller, so zum Beispiel Lex Baldwin, den Bruder des heterosexuellen Pornodarstellers T. T. Boy. Obwohl Masters dagegen war, den Film zu produzieren, wurde Baldwin für Powertool 2 gecastet, der Fortsetzung zu Jeff Strykers Debütfilm Powertool. Er entdeckte außerdem Cody Foster, den er für Malibu Pool Boys castete, und Blade Thompson der in Behind the Barn Door zum ersten Mal vor der Kamera stand.

### Studio 2000
1992 gründete Masters gemeinsam mit dem Regisseur John Travis, der gemeinsam mit ihm Catalina verlassen hatte, das Unternehmen Studio 2000. Nachdem es zu Vertragsstreitigkeiten gekommen war, begann Travis unter dem Namen John Trennel zu arbeiten. 1999 gab Masters bekannt, dass er sich zur Ruhe setzen wolle, kehrte aber sehr bald in die Pornofilmbranche zurück. Er und Travis stellten Jan Novak ein, der für Studio 2000 Filme mit europäischen Darstellern für den internationalen Markt drehte. Novak wechselte später zu Bel Ami.
In den 14 Jahren, in denen Masters Miteigentümer war, gewannen Filme von Studio 2000 mehrere Auszeichnungen wie die Grabbys, den Gay Erotic Video Awards sowie den GayVN Awards. Im April 2006 verkaufte Masters das Filmstudio Studio 2000 an David McKay und Finanzier Trace Wendell, blieb dort aber noch bis zum Oktober 2006 als Berater tätig.
Im Jahr 2000 wurde Masters mit einem GayVN Awards für sein Lebenswerk ausgezeichnet. Er hat sich zur Ruhe gesetzt und lebt in Kalifornien.

## Werke (Auswahl)
als Regisseur:
- Drilled Deep, 1970
- Kept After School, Nova Studios
- Beached, Nova Studios
- Tricking, Nova Studios
- Hot Lunch, Nova Studios
- Jocks, Nova Studios
- That Boy Next Door, Nova Studios
- Down on the Farm, Nova Studios
- The Bigger They Come, 1987, Catalina Video
- Down for the Count, Catalina Video, (mit Jon Vincent als Darsteller)
- Lifeguard on Duty, Catalina Video, (mit Matt Powers als Darsteller)
- Malibu Pool Boys, 1991, Catalina Video (mit Cody Foster als Darsteller)
- Behind the Barn Door, 1991, Catalina Video, (mit Blade Thompson als Darsteller)